# Nec temere, nec timide
Nec temere, nec timide es una frase latina que se traduce como 'Ni temerario, ni temeroso'. Se desconoce su origen exacto aunque Aristóteles en la Ética nicomáquea, Libro III, menciona, entre otros ejemplos, que el hombre virtuoso no es temerario ni temeroso, sino valiente. Es más conocido como el lema del héroe naval dano-noruego Niels Juel, quien supuestamente lo usó por primera vez en la madrugada del 1 de julio de 1677, justo antes de la batalla de la bahía de Køge.
La frase ha sido utilizada como lema por familias armadas como Bent, Buckley y Sherbourne, así como por personas como los barones Williams-Bulkeley y Charles Western, 1.º Barón de Western.

La ciudad de Gdańsk

Hoy en día, varias instituciones lo utilizan como lema, entre ellas:
- La Real Academia Naval de Dinamarca.
- El antiguo borough de Oswestry, en Shropshire, Inglaterra[3]
- La ciudad de Gdańsk, Polonia.
- La brigada de asalto aéreo 11.º Brigada Aeromóvil (Países Bajos).
- Appleby College.
- Cottrell Old Yankee Ale.[4]
- The Michigan Exploration Laboratory.[5]
- El Royal Quebec Golf Club.
- El Hotel Bulkeley, Beaumaris.
- National Paramount Services, LLP.[6] US
- La Ciudad Libre de Dánzig, 1920-1939.
- El Gobierno en el exilio de la Ciudad Libre de Dánzig.